# イングリッド・ランペラー
イングリッド・ランペラー（Ingrid Lempereur 1969年6月26日- ）は、ベルギーリュクサンブール州アルロン出身の元競泳選手。
1984年に行われたロサンゼルスオリンピックに15歳で出場し200m平泳ぎで2分31秒40のタイムで銅メダルを獲得した。1987年にフランスのストラスブールで行われたヨーロッパ水泳選手権では2分29秒79のタイムで銀メダルを獲得、ベルギー スポーツマンオブザイヤーに選ばれた。